# Maść cholesterolowa
Maść cholesterolowa (syn. maść cholesterynowa, łac.Cholesteroli unguentum FP XIII, syn. Unguentum Cholesteroli) – preparat galenowy do użytku zewnętrznego, sporządzany według przepisu farmakopealnego. W Polsce na stan obecny (2024) skład określa Farmakopea Polska XIII. Klasyfikowana jest jako bezwodne, farmaceutyczne podłoże maściowe o właściwościach absorpcyjnych i lipofilowych.
Maść cholesterolowa jest typem maści roztworu (cholesterol rozpuszczony w stopie mieszaniny węglowodorów parafinowych). W porównaniu z innymi podłożami o charakterze lipofilowym i absorpcyjnym (m.in. euceryną i wazeliną hydrofilową) jest podłożem o miękkiej konsystencji, ze względu na zawarty w znacznej ilości (64%) olej parafinowy. Posiada względnie wysoką liczbę wodną (nie mniejszą niż 120).
Skład maści na przestrzeni lat ulegał zmianom.
Skład według FP III: 
Cholesterolum        1 cz.   (cholesterol)
Lanolinum anhydricum     5 cz. (lanolina bezwodna)
Vaselinum album        15 cz.   (wazelina biała)
Paraffinum liquidum    55 cz.   (parafina ciekła)
Ceresinum        24 cz.   (oczyszczony wosk ziemny)
Powyższy skład z 1954 r. zawiera lanolinę oraz naturalny, oczyszczony ozokeryt - cerezynę.  
Niekiedy jest nadal celowo zalecany przez lekarzy, jako Ung.Cholesteroli FP III, mimo opracowania nowszego składu.

W 1970 r., począwszy od FP IV t.II skład maści uległ zmianie na obowiązujący do czasów obecnych.  Została wyeliminowana lanolina, natomiast zamiast oczyszczonego ozokerytu zastosowano parafinę stałą. 
obowiązujący przepis  FP XIII .
Cholesterolum        3 cz.   (cholesterol)
Vaselinum album        18 cz.   (wazelina biała)
Paraffinum solidum    15 cz.   (parafina stała)
Paraffinum liquidum   64 cz.   (parafina ciekła)
Cholesterol, wazelinę białą i parafinę stałą stopić na łaźni wodnej, dodać ogrzanej parafiny ciekłej i mieszać do zastygnięcia. Maść powinna być białą, przeświecającą, jednorodną, miekką masą.
Zastosowanie
Maść cholesterolowa w postaci nieprzetworzonej lub jako składowa recepturowych leków magistralnych przygotowywanych w aptece wykazuje działanie natłuszczające, ochronne, tworząc film okluzyjny. Jest maścią obojętną, wskazaną zwłaszcza w przypadkach nietolerancji innych maści, po długotrwałym leczeniu maściami sterydowymi, w przypadkach mechanicznych, termicznych i chemicznych uszkodzeń skóry, w zaniku i zniszczeniu skóry, dermatitis atopica (AZS). Maść cholesterolowa nie powoduje uczuleń.
Maść cholesterolowa jest bardzo często stosowana w polskim lecznictwie per se, zwłaszcza u dzieci oraz stanowi surowiec farmaceutyczny w recepturze aptecznej jako constituens dla maści bezwodnych oraz (dzięki zdolności emulgowania znacznych ilości wody i wodnych roztworów substancji leczniczych) maści uwodnionych oraz kremów.